# Municipio de Spring (Iowa)
El municipio de Spring (en inglés: Spring Township) es un municipio ubicado en el condado de Cherokee en el estado estadounidense de Iowa. En el año 2010 tenía una población de 136 habitantes y una densidad poblacional de 1,45 personas por km².

## Geografía
El municipio de Spring se encuentra ubicado en las coordenadas 42°51′57″N 95°26′48″O / 42.86583, -95.44667. Según la Oficina del Censo de los Estados Unidos, el municipio tiene una superficie total de 93.76 km², de la cual 93,76 km² corresponden a tierra firme y (0 %) 0 km² es agua.

## Demografía
Según el censo de 2010, había 136 personas residiendo en el municipio de Spring. La densidad de población era de 1,45 hab./km². De los 136 habitantes, el municipio de Spring estaba compuesto por el 100 % blancos. Del total de la población el 1,47 % eran hispanos o latinos de cualquier raza.